# Alembic
Alembic és un format de fitxer de codi obert per a l'intercanvi de fitxers gràfics d'animació que permet el treball col·laboratiu. Va ser dissenyat per a manejar conjunts de dades massives, requisit per als efectes visuals d'alta gamma i de l'animació, els quals són sovint produïts per multinacionals del sector. Es va desenvolupar per equips de Sony Pictures Imageworks i Industrial Light & Magic. La versió 1.0 fou presentada a la conferència SIGGRAPH de Vancouver l'agost del 2011. Aquella versió ja era capaç d'analitzar si hi havia objectes repetits a l'escena i feia ús d'instàncies. Suposant una gran disminució dels temps de lectura i d'escriptura de més del 70%. Actualment, és suportat per programari de tercers com Autodesk, The Foundry, Nvidia, Pixar o Blender.